# Tim Legler
Timothy Eugene Legler (ur. 26 grudnia 1966 w Waszyngtonie) – amerykański koszykarz, występujący na pozycji obrońcy, specjalista od rzutów za 3 punkty, zwycięzca konkursu rzutów za trzy punkty NBA, mistrz USBL oraz CBA, analityk koszykarski w stacji ESPN.

## Osiągnięcia

### College
- Mistrz konferencji MAAC (1988)[4]
- Finalista turnieju NIT (1987)[4]
- Zaliczony do:
  - I składu:
    - All-Big 5 (1987)[3]
    - All-MAAC (1987-88)

  - składu GTE Academic All-American Team (1988)[3]
  - Galerii Sław Sportu uczelni La Salle - La Salle Hall of Athletes (1997)[3]

### USBL
- Mistrz USBL (1991)[5]
- Finalista USBL (1992)[5]
- Lider ligi w skuteczności rzutów wolnych (1992)
- Wybrany do Galerii Sław - Philadelphia Big 5 Hall of Fame (1995)

### CBA
- Mistrz CBA (1993)[2]
- 2-krotnie zaliczany do I składu All-CBA (1991, 1993)[6]
- Lider strzelców CBA (1993)[7]
- 4-krotny uczestnik meczu gwiazd CBA (1990, 1992, 1993, 1995)[6]

### NBA
- Zwycięzca konkursu rzutów za trzy punkty organizowanego przy okazji NBA All-Star Weekend (1996)[1]
- Lider NBA w skuteczności rzutów za 3 punkty (1996)[8]